# Shawn Drover
Shawn Drover (nascido em 5 de maio de 1966 em Montreal, Canadá) é um baterista canadense, conhecido por seu trabalho com a banda de thrash/heavy metal, Megadeth.
Começou a tocar bateria aos 13 anos de idade. Em 1993 fundou a banda de power metal canadense, Eidolon, com seu irmão Glen Drover.
No dia 25 de novembro de 2014, Shawn anuncia sua saída do Megadeth, devido a outros projetos.

## Megadeth
Durante o ensaio para a "Blackmail The Universe Tour" em Outubro de 2004, cinco dias antes do primeiro show com o Megadeth, Shawn substituiu o recém retornado Nick Menza, pois não estava preparado às exigências físicas de uma turnê pelo país inteiro.

### Como guitarrista
Ele estava tocando guitarra durante o Megadeth "Blackmail The Universe Tour", em Kawasaki, Japão (3 de abril de 2005). Shawn e seu irmão Glen tocaram "Paranoid" juntos e durante a segunda parte de "Peace Sells". Logo mais, Shawn assumiu a bateria, e Glen tocava violão, durante a Gigantour show em Toronto em 03 de setembro de 2005.

### Gigantour
Durante a "Gigantour" de 2005, Shawn se tornou o terceiro guitarrista do Megadeth no palco durante o "Peace Sells", enquanto Mike Portnoy do Dream Theater assumiu a bateria. Shawn também fazia solos das músicas. Logo mais, Glen declarou que sairia do Megadeth e que Shawn havia trazido Chris Broderick como um possível substituto. Assim, Shawn contribuiu significativamente com a entrada de Chris exibindo diversos vídeos dele tocando guitarra clássica e eléctrica. Assim Dave Mustaine foi imediatamente conquistado e logo conseguiu entrar em contato com Chris. Duas semanas depois, Broderick foi declarado oficialmente o novo guitarrista para o Megadeth.

## Técnica
Ao contrário de muitos bateristas, que cruzam seus braços para tocar caixa com a mão esquerda e chimbau com a direita, Shawn utiliza a esquerda para os pratos, liberando assim a mão direita (similar à  térnica de Gene Hoglan e Billy Cobham). Embora geralmente limite alguns métodos de ataque, de forma invertida, ainda consegue explorar downbeats em ritmos tocados na bateria com a sua mão direita, como fazem muitos bateristas destros. Isso é conhecido como " Abrir mão bateria ". Shawn Drover é próprio para canhotos.
Costuma usar pratos "Sabian" e bateria "DDrum" num rack "Voelker Greg Rack System".

## Vida pessoal
Atualmente reside em Kennesaw, Geórgia. É casado com Jodi, e possui dois filhos, Alexa e Ryan. Em 5 de maio, mesma data de seu aniversário de 2010, nasceu seu primeiro neto, chamado Braxton.

## Discografia

### Megadeth
- Arsenal of Megadeth (2006)
- That One Night: Live in Buenos Aires (2007)
- United Abominations (2007)
- Blood in the Water: Live in San Diego (2008) (unreleased)
- Endgame (2009)
- Sudden Death (single) (2010)
- Rust in Peace Live (2010)
- The Big 4 Live from Sofia, Bulgaria (2010)
- Thirteen (2011)
- Super Collider (2013)

### Eidolon
- Zero Hour (1996)
- Seven Spirits (1997)
- Nightmare World (2000)
- Hallowed Apparition (2001)
- Coma Nation (2002)
- Apostles Of Defiance (2003)
- The Parallel Otherworld (2006)